# جانيس باركر
جانيس باركر (13 نوفمبر 1937 - ) (بالإنجليزية: Janice Parker)‏ هي لاعبة كريكت أسترالية. شاركت مع منتخب أستراليا الوطني للكريكت.

## وصلات خارجية
- جانيس باركر على موقع إي آس بي آن كريك إنفو (الإنجليزية)